# Enric Bassols i Guiró
Enric Bassols i Guiró (Barcelona, 5 de juliol de 1966) és un antic atleta català especialitzat en llançament de javelina i entrenador. Considerat un dels millors atletes i entrenadors de Catalunya en la seva especialitat.
Pel que fa a clubs, va pertànyer al FC Barcelona i a l'Associació Esportiva L'Hospitalet. Fou deu cops campió de Catalunya Absolut en llançament de javelina, entre 1988 i 2000. També fou campió d'Espanya el 1989, i internacional amb la selecció espanyola, amb la qual participà en la Copa d'Europa A i a la Copa del Món, aquest mateix any.
Com a entrenador dirigí el Nucli de llançament de javelina de la RFEA al CAR de Sant Cugat de 2003 a 2012, alhora que coordinà el Plà especial de javelina del Consell Català de l'Esport. Ha estat entrenador i coordinador del programa de Tecnificació Esportiva del Consell Català de l'Esport (2005-07) a l'Institut d'Atenció Preferent a la Pràctica Esportiva "Lluís Companys" de Ripollet. És coautor del Currículum d'Ensenyament Especial de Tècnic en Atletisme i formador d'entrenadors.

## Palmarès
Campió de Catalunya
- Llançament de javelina: 1988, 1990, 1991, 1994, 1995, 1996, 1997, 1998, 1999, 2000

Campió Espanya
- Llançament de javelina: 1989